# Вирла-Трабија-Лука-Соко (Бјела)
Вирла-Трабија-Лука-Соко је насеље у Италији у округу Бијела, региону Пијемонт.
Према процени из 2011. у насељу је живело 7 становника. Насеље се налази на надморској висини од 849 м.